# 大阪私学7強
大阪私学7強（おおさかしがく7きょう）は、1950年代中頃から1980年代中頃にかけて、選抜高等学校野球大会（春）・全国高等学校野球選手権大会（夏）の常連校だった大阪府に所在する私立高等学校7校。
春は1953年（第25回大会）から1982年（第54回大会）まで連続して、夏は1960年（第42回大会）から1981年（第63回大会）まで連続して、7校のいずれかが甲子園に出場していた。

## 大阪私学7強と称されていた学校
1970年当時の学校名で表記する。
明星高等学校
春出場4回（八強1回）
夏出場8回（優勝1回、八強3回）
浪商高等学校
春出場19回（優勝2回、準優勝3回、四強1回、八強5回）
夏出場13回（優勝2回、四強1回、八強2回）
興國高等学校
春出場5回
夏出場2回（優勝1回）
大鉄高等学校
春出場5回（準優勝1回、八強1回）
夏出場2回（四強1回）
PL学園高等学校
春出場20回（優勝3回、準優勝1回、四強6回、八強4回）
夏出場17回（優勝4回、準優勝3回、八強2回）
北陽高等学校
春出場8回（準優勝1回、四強1回、八強1回）
夏出場6回（八強1回）
近畿大学附属高等学校
春出場7回（優勝1回、八強2回）
夏出場5回
これらの7校は秋季近畿地区高等学校野球大会・全国高等学校野球選手権大阪大会において覇を競い、春・夏の甲子園常連校となっていた。同時に甲子園強豪校でもあり、7校のうち優勝経験がない大鉄と北陽も準優勝経験はある。
1980年代中頃から上宮高等学校（春優勝1回）、1990年代から大阪桐蔭高等学校（春優勝4回・夏優勝5回）、1990年代中頃から履正社高等学校（夏優勝1回）が台頭し、相対的に大阪私学7強の大阪大会優勝が遠のくようになった。このうち明星などは大阪大会の初戦で敗退することも少なくなかった。
2010年代以降は大阪桐蔭・履正社の2強時代となっているが、いずれも北地区の学校であるため、2008年夏（第90回記念大会）と2018年夏（第100回記念大会）は近大付が南大阪代表として出場した。2021年夏（第103回大会）は興國が大阪大会の決勝に進出（大阪桐蔭に4-3でサヨナラ負け）するなど健闘を見せている。

7校のうち最高の戦績を誇ったPL学園は、2016年夏（第98回大会）の大阪大会敗退（7月15日）を最後に硬式野球部が無期限の休部となった。